# Jason Narvy
Jason Andrew Narvy (ur. 27 marca 1974 w Los Angeles) – amerykański aktor. Popularność zdobył dzięki roli „Czachy” w serialach z serii Power Rangers.
Początkowo starał się o rolę Billy’ego Cranstona/Niebieskiego Wojownika, lecz ostatecznie przypadła ona Davidowi Yostowi.

## Życie prywatne
Jest mężem Amy Schnetzer, z którą ma jedno dziecko. Ma brata, Steve'a.

## Wybrana filmografia

### Filmy
- 1995: Mighty Morphin Power Rangers: The Movie – Eugene „Skull” Skullovich
- 1997: Turbo: A Power Rangers Movie – Eugene „Skull” Skullovich

### Seriale
- 1993–1996: Mighty Morphin Power Rangers – Eugene „Skull” Skullovich
- 1995–1996: Gwiezdny Rycerz – Rębacz (głos)
- 1996: Power Rangers Zeo – Eugene „Skull” Skullovich
- 1997: Power Rangers Turbo – Eugene „Skull” Skullovich
- 1998: Power Rangers w kosmosie – Eugene „Skull” Skullovich
- 1999: Power Rangers: Zagubiona galaktyka – Eugene „Skull” Skullovich
- 2002: Power Rangers Wild Force – Eugene „Skull” Skullovich
- 2012: Power Rangers Super Samurai – Eugene „Skull” Skullovich